# Ateuchus floridensis
Ateuchus floridensis är en skalbaggsart som beskrevs av François Génier 2000. Ateuchus floridensis ingår i släktet Ateuchus och familjen bladhorningar. Inga underarter finns listade.